# Карол Навроцки
Карол Тадеуш Навроцки (пољ. Karol Tadeusz Nawrocki; Гдањск, 3. март 1983) пољски је историчар, политичар и бивши спортиста, тренутно на функцији председника Пољске. Од 2021. до 2025. био је директор Института народног сећања.